# Ángel Sánchez Rebollido
Ángel Lorenzo Sánchez Rebollido, nascido a 12 de abril de 1993 em Cambados (Província de Pontevedra), é um ciclista espanhol, membro da equipa Miranda-Mortágua.
a 24 de outubro de 2015 foi atropellado por um automóvel causando-lhe diversas contusiones e feridas no joelho.

## Palmarés
- Ainda não tem conseguido nenhuma vitória como profissional